# Tatiana Trad
Tatiana Trad, née 1976, est l'épouse de Marquinhos Trad, maire de Campo Grande entre janvier 2017 et avril 2022.
Elle a été première dame de Campo Grande de 2017 à 2022, et présidente du Fond de Support Communautaire de Campo Grande,.
Tatiana Trad s'est marié au maire de Campo Grande Marquinhos Trad, son beau-père est le disparu politique Nelson Trad.